# Kraków Bonarka
Kraków Bonarka – stacja kolejowa w Krakowie, w województwie małopolskim.

## Ruch pasażerski
| Rok  | Wymiana pasażerska na dobę |
| ---- | -------------------------- |
| 2017 | 20–49                      |
| 2022 | 200–299                    |

Znajduje się w pobliżu dawnych Zakładów Przemysłu Nieorganicznego „Bonarka”. W okresie międzywojennym na stacji znajdowały się składnice i magazyny 2 Dywizjonu Pociągów Pancernych.

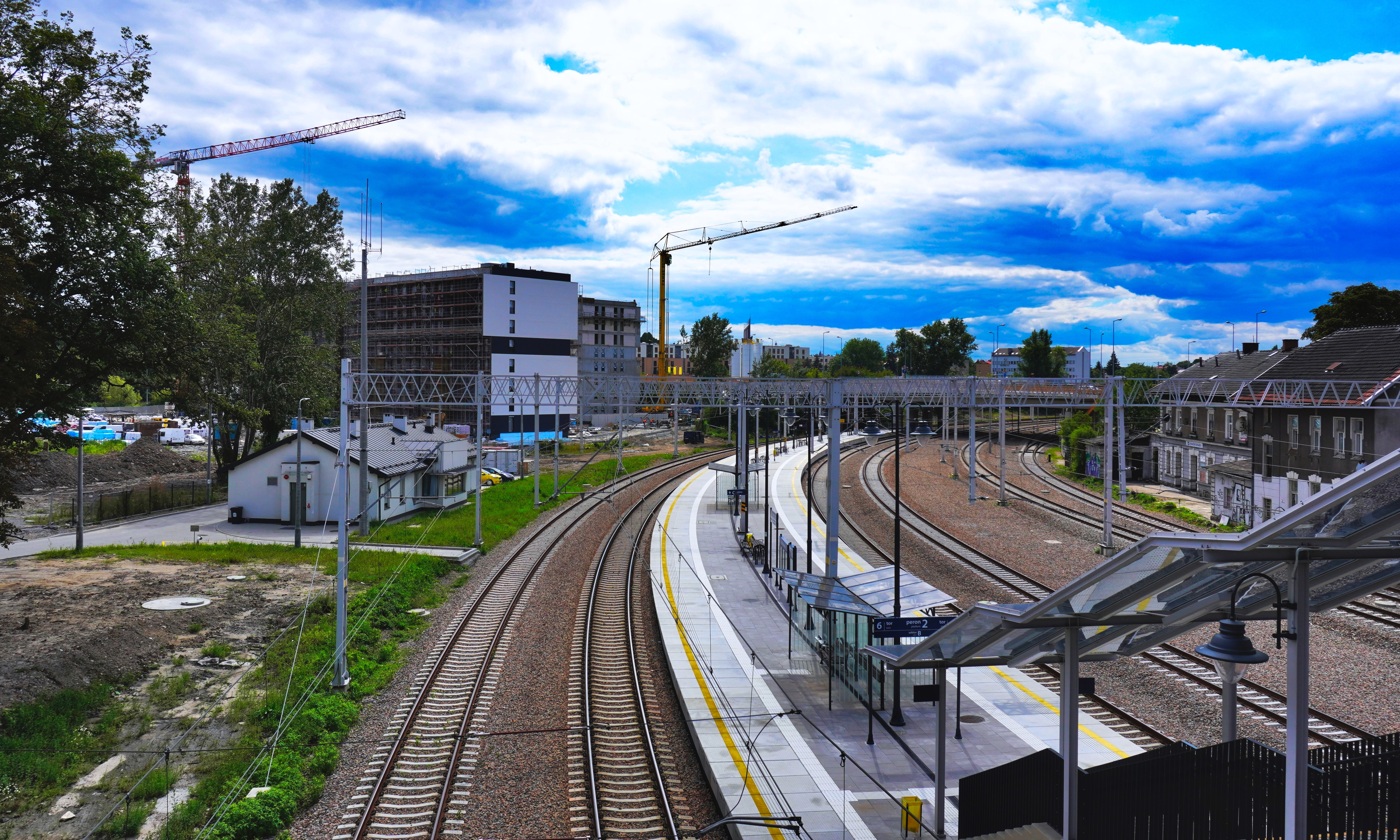
Widok stacji Kraków Bonarka z kładki nad peronami w kierunku południowym, peron 2
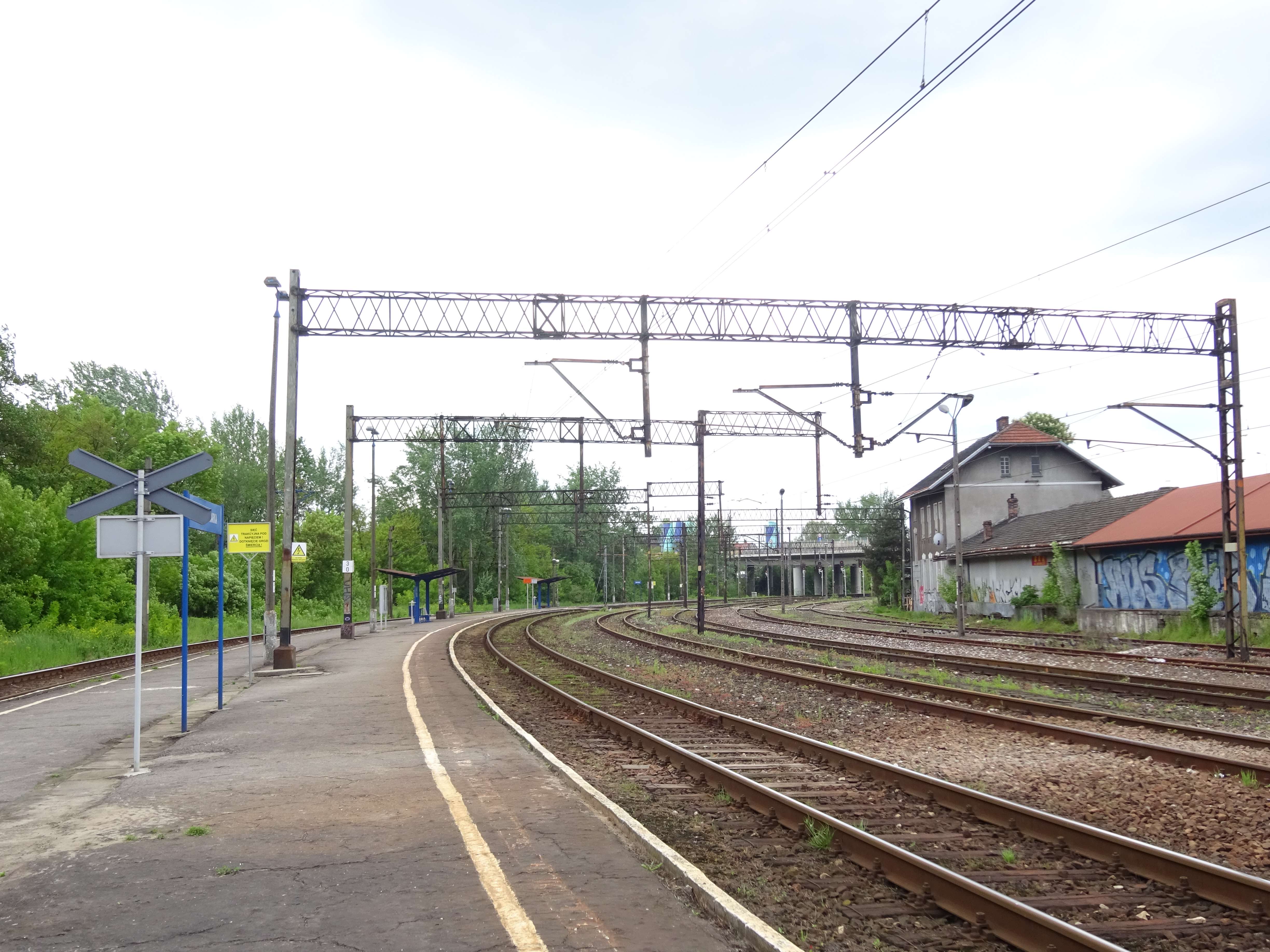
Peron stacji kolejowej Kraków Bonarka przed modernizacją (2016)